# Hakea adnata
Hakea adnata (лат.) — кустарник, вид рода Хакея (Hakea) семейства Протейные (Proteaceae), встречающийся на южном побережье Западной Австралии (Австралия). Многоствольный кустарник с массой белых душистых цветов, цветёт с конца зимы до весны.

## Ботаническое описание
Hakea adnata — прямостоящий метлообразный кустарник высотой от 1 до 3,5 м. Небольшие ветви и новые побеги имеют ржавый цвет. Тёмно-зелёные листья имеют игольчатую форму прямые либо немного изогнутые длиной 2,5–13 см и шириной от 1 до 1,5 мм, заканчиваются небольшим крючком на вершине. Соцветие имеет 2—6 сладких душистых белых цветов в пазухах листьев. Цветоножка имеет длину 2—2,5 мм с плоскими густыми шелковисто-белыми волосками, достигающие нижней части цветка. Околоцветник длиной 4,5—5,5 мм, стиль длиной 7,5—10 мм. Крупные плоды прямостоящие или наклонены к стеблю яйцевидной формы длиной от 2,5 до 3,8 см и шириной от 2 до 3 см. Имеют гладкую или слегка шероховатую поверхность с коротким клювиком. Семена длиной от 1,6 до 2,3 см. Эта хакея цветёт с июля по октябрь.

## Таксономия
Вид Hakea adnata был впервые описан британским ботаником Робертом Брауном в 1830 году в  Supplementum primum Prodromi florae Novae Hollandiae. Единственным известным синонимом является Hakea lativalvis. Видовое название adnata происходит от латинского «соединённый с», значение которого неизвестно, так как в оригинальном описании объяснение отсутствует.

## Распространение и биология
H. adnata имеет рассеянный ареал вдоль южного побережья региона Голдфилдс-Эсперанс в Западной Австралии, при этом основная популяция находится между городами Норсмен, Эсперанс и национальным парком Кейп-Арид. Встречается на равнинах и вокруг минеральных озер, где произрастает на песчаных глинистых и гравийно-песчаных почвах пустошей, характеризующихся наличием Banksia speciosa, или на эвкалиптовых кустарниковых равнинах.